# József Jakab Winterl
József Jakab (ou Joseph Jacob) Winterl  (Steyr, 15 de abril de 1739 – Budapeste, 1809) foi um químico e botânico húngaro.